# Baridinae

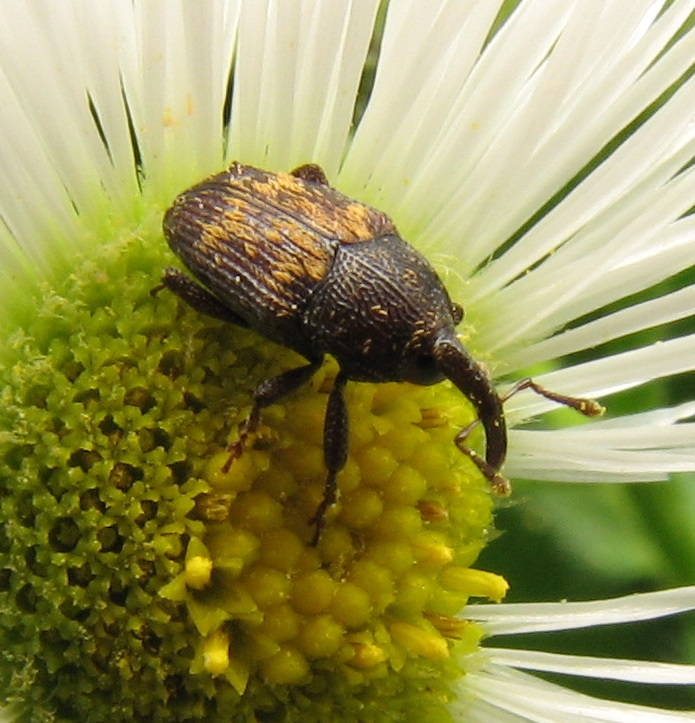
Glyptobaris lecontei

Baridinae es una subfamilia de gorgojos o curculiónidos. Fue descrita por Carl Johan Schönherr en 1836, quien también ha descrito muchas de las otras subfamilias de curculiónidos. Baridinae comprende 4 300 especies en 550 géneros. Dentro de esta subfamilia se encuentran especies de interés agrícola, tanto como plagas o controles biológicos.

## Descripción y ecología

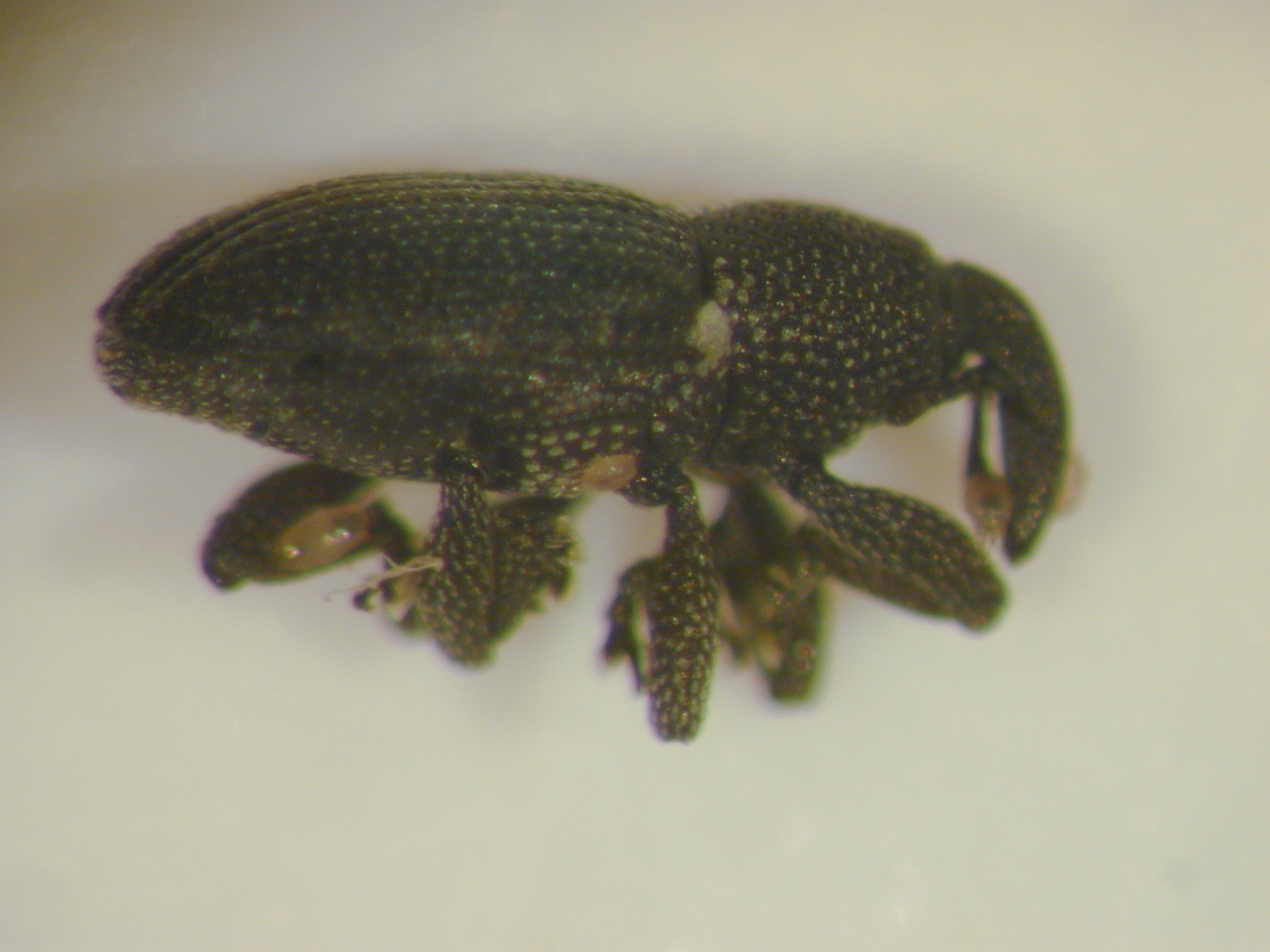
Acuthopeus cocciniae (Madarini) Ilustra los caracteres típicos de Baridinae

Los Baridinae son típicamente pequeños a tamaño medio con patas relativamente cortas, con un cuerpo de forma globosa muy característico. Usualmente de color negro en la parte superior, sin brillo graso o metálico. Algunos presentan pequeños puntos o bandas de escamas pigmentadas, las cuales se pueden rascar. Se encuentran particularmente en los élitros; también existen especies con una distribución irregular de estas escamas. 
El pronoto no es muy arqueado y puede ser un poco aplanado; es redondeado y casi tan ancho como los élitros. El rostro es largo, marcadamente curvo y perpendicular al suelo. Las antenas se insertan cerca de la punta del rostrum; poseen un doblez al medio y poseen una maza terminal, como los gorgojos verdaderos. El segmento proximal de la antena es recto y alargado. Poseyendo un total de 12 segmentos de antena.
Las larvas se alimentan de plantas, principalmente de las partes verdes, pero algunas especies también de raíces. Haciendo el daño en las plantas al perforar las yemas. Dentro de las plantas huésped se encuentra Mesangiospermae; comúnmente sobre Brassicaceae como Brassica napus y B. oleracea. También se encuentran las Resedaceae y todos los grupos de plantas cercanos a  Brassicaceae. Acuthopeus cocciniae se usa como biocontrol de Coccinia grandis, una Cucurbitaceae, en lugares donde esta planta ha sido introducida y se ha convertido en especie invasora. Algunos Baridinae se encuentran sobre especies de Helianthus de la familia Asteraceae. Mientras que Orchidophilus es específico a Epidendroideae – especialmente Dendrobium y Phalaenopsis –. Siendo Madarellus undulatus (Say), Ampeloglypter ater (Riley), A. sesostris (LeConte) y Desmoglyptus crenatus (Le-Conte) curculiónidos de los cuales se tiene registro de alimentarse del género Vitis en América del Norte (Bouchard et al. 2005 citado por EPSKY et. al 2008).

## Sistemática

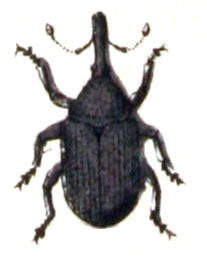
Baris artemisiae (Baridini)

Esta subfamilia cuenta con las siguientes tribus, haciéndose ver en el listado los géneros de mayor importancia:
- Ambatini
- Anopsilini
- Baridini Schönherr, 1839
  - Baris Germar, 1817
- Madarini
  - Acythopeus
  - Eumycterus Schönherr, 1838
  - Orchidophilus Buchanan, 1935
- Madopterini
  - Limnobaris Bedel, 1885
- Nertinini
- Optatini
- Pantotelini
- Peridinetini

Al igual que en Molytinae, en Baridinae ciertos autores lo acotan a como se presenta aquí. Mientras otros disponen como tribus a subfamilias consideradas independientes. Los taxones incluidos en Baridinae sensu lato son  Ceutorhynchinae, Conoderinae, Orobitidinae y Xiphaspidinae.